# 维克托·杰里亚布金
维克托·叶菲莫维奇·杰里亚布金（羅馬化：Viktor Yefimovich Deryabkin；1954年5月11日—）是俄罗斯政治人物，第七届和第八届国家杜马代表。
1983年，杰里亚布金任伏尔加顿河航运公司党委副书记。1988年至1990年，他担任罗斯托夫地区党委指导员、主要组织者。1997年，他被任命为普罗列塔尔斯卡亚区行政长官。2002年，他成为罗斯托夫州政府副领导。
2016年，他当选伏尔加顿斯克选区第七届国家杜马代表。2021年9月，再次当选第八届国家杜马议员。

## 制裁
杰里亚布金于2022年因俄乌战争而受到英国政府制裁。